# BØY
『BØY』（ボーイ）は、梅澤春人による日本の漫画作品、およびそれを原作とするテレビアニメ作品。『週刊少年ジャンプ』（集英社）に1992年50号から1999年9号まで掲載された。全33巻、文庫版全20巻。

## 概要
梅澤の前作『HARELUYA』のキャラクターおよび物語設定を改変した読切漫画として、『週刊少年ジャンプ』43号に掲載。これが好評であったため、同年同誌50号より連載が開始された。
タイトルロゴ「BØY」の上には小さく「HARELUYA II」と記されている。また、ロゴの下には「――ボーイ――」が添えられているが、これらはタイトルの一部ではない。タイトルはロックンロールバンドのBOØWYが元になっている。

## あらすじ
私立楽園高校に通う1年生日々野晴矢は、世界征服の野望を持つ一度怒らせると止められない無敵の男。晴矢の下僕（友達）の岡本清志朗は画家志望、同じく下僕（友達）の一条誠はロックに命を掛けるバンドマン。そんな彼らが起こす数々のドタバタ劇が繰り広げられる。

## 作中の時代背景
作品内の時代について、晴矢が入学した当時は1992年に設定されている。これは、入学後に新規オープンしたお好み焼き屋「らりるれろ」の窓に「SINCE1992」と表記されていることから確認できる。
連載が進むにつれ、1992年当時には存在しなかった風俗などが描かれていくようになった。例を挙げると、1996年頃に流行したコギャルファッションの女性キャラクターのナオミ（後述）や携帯電話が登場しており、他の登場人物のファッションも連載当時の時代の流行を取り入れたものに変化している。背景などにも1992年当時、販売されていなかった車が描かれている。
物語最末期で晴矢たちは2年生に進級し、雨宮たちが高校に入学したことで1年が経過（1993年に移行）したことが判る。

## 登場人物

### 主要人物
日々野晴矢（ひびの ハレルヤ）
声 - 三木眞一郎
主人公。私立楽園高校1年5組→2年生の男子生徒。16歳→17歳。世界征服の野望を持ち、仲間や友人を「下僕」と称する傲岸不遜な性格で、一人称は「オレ様」。自分に歯向かう相手には容赦しないが、弱い者いじめはしない。女性や子供に対しては直接的に拳で殴ることはせず、比較的軽めに返す。
恐怖概念を持っていないらしく、どんなに凶悪で凶暴な相手であろうと、例え本物の銃を目の前に突き付けられようと、全く怖れる様子がないどころか逆に相手を挑発して煽り立てるなど、とんでもないお調子者でイタズラ好き。反面、口には出さないが人一倍仲間思いで、清志朗や一条などの親しい友人や仲間を傷付けた者、私利私欲のために他者の夢や努力を馬鹿にする行為は絶対に許さず、特に保健医の山ノ上春香を傷付けた相手に対しては激昂する。自分だけでなく他人の夢も大切にするため、清志朗らをはじめとして自身の長所を理解する者たちからの信頼は厚い。目上の人間にも平気でため口で会話するが、父の晴霽と山ノ上にだけは頭が上がらず、山ノ上から注意を受けて禁酒している。恋愛に関しては繊細かつ奥手で純情。
自身や仲間に危害を加えた敵キャラクターについては徹底的に叩きのめすものの、致命傷となるまでは攻撃しない。逆に敵キャラクターが死に関わるようなピンチに陥ると助ける描写もある。基本的には女性の顔は殴らない。マジョガク編では、格下のレディース相手に頭突きやくすぐりで対応していた。
友人である一条のことを「ムッツリスケベ」と呼んでつっかかるなど、事あるごとに口喧嘩をしている。一方で、パートナーとして敵と共闘するシーンが多く、お互いに信頼している。
世界征服が野望であるものの、作中では「金がない」を理由に一度も日本から出ていない。記憶力が悪く、5桁以上の数字が嫌いで頭痛がする。
口癖は「無敵」・「クズヤロー（敵や悪人に対して）」と「うるァー！」。
背中とジャケットの間には、ふしぎな空間・四次元背中がある。主に出てくるのは振りかざすためのバットとフライパン、時には体育館の仕切りネット・カニ鍋一式・ボウリングのマイボールなど数多い。必殺技は、素手で金属バットを曲げる秘奥義「金属バット曲げ」や、どんな相手でも全て自白させ、かつ女性相手でも容赦なく失禁させる秘奥義「くすぐり地獄の刑」などだが、基本的にネーミングセンスは見た目通りである。
格闘技や武術は一切習ったことがないが、子供の頃からケンカばかりしてきた。楽園高校入学式当日にシメに来た2年生（揉山の子分）を返り討ちにし、入学初日から停学処分を受ける。
お好み焼きや味噌ラーメンが好物で、それらを頼み事の報酬や誤解の謝罪として相手に要求することもある。
マイク以上の超最大音声を持つが故に、一条にロックボーカルの才能を見出され、一条によってライブハウス「エデン」でのみ復活したFIRE GUNSのボーカルとして採用された。晴矢自身は、ドラムをやりたがっていたようで、椎名のドラムセットを奪って叩いていたが、全くの素人であったためにろくに演奏できていなかった。物語のラストで一条から正式にバンドに誘われ、一度は「俺様は世界征服で忙しい」と断るも「音楽でも世界征服はできるんだぜ」の言葉を聞き誘いを受け入れた。
キャラクターの原型は、前作『HARELUYA』の主人公「ハレルヤ」（人間時の名前は「日々野晴矢」）であり、キャラクターデザイン自体は目付きがやや異なる以外は人間時と変わらない。しかし、父親の怒りで地上に落とされて神の力を失い、ひ弱な人間に成り下がっていた前作とは対照的に、本作の晴矢は生身の人間でありながら驚異の身体能力と無敵といってよいほどの強さを誇っている。
また、前作とは違って心の内面に関する描写がほとんどなく、彼が一体何を考えているのか分からない面がある。作中に登場する敵キャラクターたちも、晴矢が何を考えているのか分からずに戸惑うシーンが散見されている。
岡本清志朗（おかもと きよしろう）
声 - 上田祐司
楽園高校1年生の男子生徒。16歳→17歳。フランスに行き、画家になることを夢見る。楽高で晴矢と初めて友達になった人物。晴矢と共に事件を解決する中で一条や山奈みちるとも友人となる。1年5組。
普段は大人しい性格で、短気な晴矢や一条を宥めることが多いが、正義感が強く常に自分や仲間の夢を大切にしている。誰に対してもここぞと言う場面では毅然と持論を述べたり啖呵を切るなど芯の強さも併せ持つ。
渡仏資金のために工事現場で力仕事を有するアルバイトをしており、同僚の大人たちからは怒られることは多いものの「頑張っている」と信頼されている。それ故に小柄な見た目に反してかなりの筋力を持っている。
みちるとは後に恋仲になり、最終回間際で念願のフランスへ旅立つ。親は画家になることを反対しており、渡仏の際の見送りにも姿を現さなかった。
前作『HARELUYA』から同名で登場しているが、髪型はやや異なる。
一条誠（いちじょう まこと）
声 - 有馬克明
楽高に通う1年5組→2年生の男子生徒。16歳→17歳。渾名はムッツリスケベ（晴矢限定）。晴矢のライバルでクラスメイト。普段は口喧嘩が多いが、強敵との喧嘩では互いに協力して戦っている。ほとんど負け知らずの晴矢とは逆に、強敵との戦いで負けることもあれば、苦戦の末に弱点を見出し逆転勝利することもある。
布袋中学に通っていた時代は神崎とケンカに明け暮れ、自身も非常に強かったために恐れられていたが、ロックに魅せられて足を洗った。風間憂作や君島祥子とも中学かそれ以前の仲。伊部麗子とは一応恋人同士。
ロックに目覚めてからは、FIRE GUNS（ファイヤー・ガンズ）という3人組ロックバンドを結成し、ボーカル兼ギタリストとしてライブハウスで活動、「ツッパルのはステージの上だけ」と自分に誓う。バンド名の由来は「冷めた奴らの魂に火をつけてやる」から。当時のメンバーでは彼が一番の人気者らしい。神崎に脅されたバンド仲間に裏切られたために解散状態に陥るがサポートメンバー2人を迎え、FIRE GUNSの復活ライブを行うことを考える。レコード会社のプロデューサーも来るほど注目されていたものの、マッドサタン（後述）の妨害に遭ったためにライブ開始が遅れたことによって帰った為デビューへの道は消えるが、本人は観客のためだけに演奏できることを喜んで気にしなかった。
ベースに雨宮、ドラムに椎名、晴矢をボーカルに迎えたFIRE GUNS復活ライブをライブハウス「エデン」で行い、葦怒（アシド）高校の連中を叩きのめし、ライブとしても成功する。それがきっかけで、2年生に進級後、晴矢・雨宮・椎名の4名で本格的にバンド活動を行う。その際、バンド名を変更しようとしたが、DALIマスターから「いい名前だから」で止められたため、「FIRE GUNZ」と変えた。
中学時代の悪名が、楽高入学後も不良界に広く知れ渡っているが、リンチや闇討ちなどの卑劣な行動を取る者は一貫して嫌っている。またDALIマスターや晴矢の搬送時における救急隊員などの目上の人物との会話で敬語を用いるなど、晴矢と比べると常識的な描写も多い。
特技はギターのピックを投げつけることであり、その威力はスチールの下駄箱に突き刺さる。
大型二輪免許はないがカワサキ・ゼファーを所有し、『マッドマックス』でやっていたマックスターンを得意するが、この技はタイヤが極端に擦り減るため、本人はあまりやりたがらない。こちらも無免許であるが自動車運転もでき、また飲酒もする。
髪型は長期連載を経て遍歴している。登場初期は黒髪で、普段はウェーブがかったセンター分けのセミロング（ワンレングス）で、バンドとして活動する際は髪を立てていた。ミリオン編辺りから髪が肩に被さるまでに伸び、赤茶色気味のストレートヘアーとなる。連載末期になると髪の長さはそのままに、パーマをあてたような趣きになった。なお一時的、桃山太郎が行っているゲームの囮となるため、金髪に染めて髪を大きく立てるという、わざと目立つ髪型にしていた。アニメでは茶髪に色彩設定されている。
マジョガクの伊部麗子とは付き合っているのかは不明だが、相思相愛の仲であり、よく一緒にいる。
山奈みちる（やまな みちる）
声 - みうらうらら
楽高に通う高校1年生→2年生の女子生徒。16歳→17歳。「みちる」とはほとんど呼ばれず「山奈」の方で呼ばれる。
晴矢たちとは友人。1年1組。将来の夢はジュエリーデザイナーになることで、初登場時は路上で手作りのアクセサリーを売っていた。アクセサリーの技術は、兄として尊敬する人（アニキ）から習った。晴矢・清志朗と話している途中でアニキの形見をキラーにひったくられるが、晴矢がそれを取り返し、揉山を通して返された後（取り返したのはいいが傷だらけになり、直接返せなくなったため）、晴矢たちと友達になる。以後清志朗に好意を寄せ、連載終盤では彼と両想いになった。容姿端麗でスタイルもかなり良いため、敵対者たちから性的な目的で拉致されるなど度々災難に見舞われる。作中で原付免許を取り、アニキのベスパを引き継いだ。
初期は大人びた外見で男性言葉を使っていたが、連載が進むと幼い顔立ちで描かれるようになり、今時の女子高生風の口調に変化していった。
髪型はワンレングスのロングヘアー。本編では黒ベタとホワイトで描写されているが、カラー絵では明るめの茶髪で表現されている。アニメでは黄土色に近い茶髪で色彩設定されている。
北原俊太朗（きたはら しゅんたろう）
声 - 立木文彦
通称ボブじいさん。似顔絵などで日銭を稼ぐホームレスの老人で、年齢は70歳前後。かつては偉大な画家であったが、今では地位も名誉も戸籍も捨て、路上生活を営んでいる。
サングラスをかけ、長いあごひげ、白髪のドレッドヘアー、派手なヒッピーファッションが外観上の特徴。その辺のチンピラを軽くあしえるだけの実力を持つ。
画家だった頃、フランスに妻（マリアンヌ）がいた。病床に臥せっていた妻の傍らで彼が描いた絵は、完成を待たずマリアンヌが息を引き取ったため、彩色が完了していなかったが、「未完の情景」と名付けられたその絵は美術界から莫大な価値が認められる。心無い者によってマリアンヌの墓から暴かれ、絵を取り返す際、犯人の画商に重傷を負わせてしまう。妻の平穏な眠りを願い、かつ「未完の情景」に纏わる騒動を嫌った北原は、単身「未完の情景」を携えて帰国し、日本で路上生活者として生きることを決める。清志朗は彼の人柄と絵画の技術に惚れ込み、日本にいる間に弟子入りする。
ピカソ
声 - 佐々木菜摘
ボブじいさんの相棒である白い猫。知能が非常に高く、危機に陥った人々を救うため、的確な処置ができる。
揉山正象（もみやま しょうぞう）
声 - 梁田清之
私立楽園高校3年生の男子生徒で、30歳から40歳ぐらいに見える老け顔の18歳→19歳。一条や晴矢から「オッさん」・「ダンナ」・「モミー」などと呼ばれている。必殺技は拳を瞬間的に3発繰り出す「トリプルパンチ」。当初は楽高番長だったが、晴矢の停学明け初日に子分ごとやられる。そのような経緯から、当初は晴矢を陥れようと色々と小細工を弄することもあったが、ことごとくやられた。
このように連載初期は卑劣な敵役だったが、次第に晴矢たちに成り行きで協力することも多くなった。なにかと裏の事情に詳しく、不良はおろか一般の記者ですら知り得ない内容まで多岐に渡る。トラブルやもめごとの背景をしばしば晴矢たちに説明し、自身の情報網が問題解決のきっかけを与えることもある。
運転免許を持っており愛車はシボレー・インパラだが、何度も晴矢のアシ代わりにされたり、破壊されている。晴矢に敗れた後も、数人ほど子分がおり、清志朗らからも「番長」と呼ばれている。学年末試験での不正行為が発覚したため、晴矢たちが高校2年生に進級した際は、強制的に留年した。妹（静花）を溺愛している。父親似。
中学生までは野球をやっており本城勇一とは当時のチームメイトだった。楽高野球部を闇討ちする肩繰高から本城勇一を連れて晴矢の教会に逃げ込んだ際、氷堂ら肩繰高野球部の企みと野球部の処分解除の真相をその場にいる者たちに話したが、本城にだけは明かさないように促していた。肩繰高との野球戦では途中からマスクを被る。アニメ版では中堅手として先発後、教会の集会と重なった晴霽に代わって捕手に交代したが、体力が限界に達したため、試合終盤で本城にマスクを託す。
美人に弱く、彼女らを見ると「ラブリー」と口走る。少し卑怯かつ器が小さいため一目惚れしたみちるからの印象は悪いが家族想いであり、仲間や身内の危機は無視できないなど、人情に厚い一面も持つ。前述の性格や初回の敵対時以外にも事あるごとに晴矢にボコボコにされたりと格好悪いシーンが多いが、肩繰高野球部員の振り下ろしたバットを素手で受け止めたり、1人でチンピラ3人を軽く倒した魅上明を追い詰めるなど、実際の戦闘力はそれなりに高い。雨宮と庄野の会話によると表向の番長とされており、晴矢と一条が裏番長とされている。
伊部麗子（いぶ れいこ）
声 - 鶴ひろみ
摩天学院高校（旧摩天女学院高校、通称マジョガク、またはクロジョとも）の3年の女子生徒で、学園のスケバンたちを束ねる女首領。18歳→19歳。
木製バット2本を折るほどの威力を誇る蹴り技と、トリカブト毒を仕込んだダーツと指輪が必殺技。
胸の間に携帯電話や映画のチケットを入れられる隙間があるほどの巨乳、モデル体型と、日本人離れした体格と容貌の持ち主で、派手な服装を好み、好色な性格。
初登場時は悪役であり山奈のベスパを盗んだり、愛原めぐみに売春を強要するなどして苦しめていたが、一連の騒動を経て一条にベタ惚れし、以降は味方となった。
本来は明るく無邪気な性格で、手下（キョーコ、ミナヨ）とよくつるんでいる。下手な男より腕っ節は強く、彼女の本気の上段回し蹴りをまともに喰らえば、バラキさえ倒される威力らしい。一条が大好きで、最終的には相思相愛の仲となっている。
手先は器用で、太郎に誘われてのリアルゲームでは、自分でコスプレ衣装（太郎がハマっていた格闘ゲームのヒロインの衣装）を作っていた。マジョガクを卒業後、SMクラブに女王様役のアルバイトとして就職する。
雨宮拓矢（あまみや たくや）
楽園北中学の3年生→私立楽園高校1年生の男子生徒。15歳→16歳。自称「ロッケンローラー」の超お調子者。垂直跳びで床上3mほどの天井に頭をめり込ませることができる。FIRE GUNSの一条の大ファン。
最初の頃はその気持ちをうまく受け入れることができなかったが、FIRE GUNS復活ライブでその気持ちに気づき、椎名幹、他の友人2人と共にバンドを組んでいた。ギタリストだったが一条にベースの才能を見抜かれ、ベーシストに転向。晴矢とは犬猿の仲で、彼からは「ママ宮」と呼ばれている。森下に惚れていた。
椎名幹（しいな まさし）
雨宮と同じ楽園北中学の3年→私立楽園高校1年生の男子生徒でバンド仲間、ドラマー。15歳→16歳。無口で滅多に喋らない。雨宮と共にFIRE GUNSに入る。素手でドラムを叩くのが得意技（レッド・ツェッペリンのドラマー、ジョン・ボーナムを神と崇めており、ドラムを素手で叩くパフォーマンスはボーナムの技）。
山ノ上春香（やまのうえ はるか）
楽園高校の保健医の女性教師。23→24歳。髪型はショートボブ。交通事故で家族を失っている。警察官の父と消防士の兄を家族に持っていた影響で、正義感や責任感が人一倍強く、悪意ある人間や悪い行いを決して許さないなど聖人君子を絵に描いたような人物で、晴矢や一条なども彼らなりの礼儀で接する。一方、自己犠牲的な性格でかつ極度のお人好しであり、献血で体調を崩してしまったり、幾度も敵に拉致されては酷い目に遭わされている。晴矢から少なからず好意を抱かれているような描写があり、彼女もそのことを感じるなど微妙な交際関係になっている。
日々野晴霽（ひびの はればれ）
声 - 松尾銀三
晴矢の父親で山の上教会の神父。見た目は禿頭に白ヒゲの温厚な老人だが、初対面の一条をたじろがせる威圧感を持つ他、騙されて麻薬を服用した沢村の体から薬を抜いたり、並みのチンピラならやられる晴矢の飛び蹴りを簡単に避けたりするなど、彼を凌駕する身体能力や身につけている技術には神父らしかぬところがある。
町内の人たちからも信頼は厚い模様。
テレビアニメの最終回では彼が『HARELUYA』に登場する日々野晴矢の息子であるかのように描写されている。

### 各編の主要人物
沢村ナオキ（さわむら ナオキ）
一条のファンである中学生の少年。神崎に一条も愛用していると騙されて麻薬漬けにされていたが、一条と晴矢に救出され晴霽に薬を抜かれて立ち直る。それ以降もFIRE GUNSのライブがあるごとに入場し、潰そうとする輩がいると知ればアメフト防具などで武装する。
森山（もりやま）、カズ
声 - 有沢俊浩、吉田孝
一条のバンド仲間で、ベーシストの森山とドラマーのカズ。一条からFIRE GUNSのサポートを頼まれ、ライブハウスに向かっていたが、マッドサタン（後述）に拉致される。
マスター（DALI）
一条のいるFIRE GUNSがよくライブを開くライブハウスの店主。サルバドール・ダリを彷彿とさせる口ひげが特徴。一条に全幅の信頼と期待を寄せ、良き相談相手でもある。
マスター（おでん屋）
ボブじいさんがよく通うおでん屋屋台の店主。かつて心臓発作で倒れたところをピカソとボブじいさんに救われたことから、恩義を感じている。
本城勇一（ほんじょう ゆういち）
声 - 結城比呂
楽高野球部の主将で捕手。3年生の男子生徒。18歳→19歳。2年生の時に強打者としてチームを牽引し、メンバーと甲子園を目指して予選の決勝に進出するが、野球賭博に絡んでいた対戦相手の肩繰高野球部の氷堂たちに妨害され、夢を絶たれる。目の下に傷があり、それは当時の乱闘でついたもの。晴矢のことを当初は「バットを喧嘩の道具に使う不良」と嫌っていたが、肩繰高野球部に襲撃された際に助けられたことで和解する。アニメ版では主将ではなく、ポジションも三塁手に変更されているが、肩繰高野球部との試合終盤で揉山に代わってマスクを被る。
君島祥子（きみしま しょうこ）
一条の初恋の相手だったが、思いを告げられずに終わった親友の1人。布袋中学の元スケバンで獄瞑（ごくつぶ）市内の高校に通う。一条のことを「マコっちゃん」と呼ぶ。憂作の恋人でもある。
風間憂作（かざま ゆうさく）
一条の不良時代からの親友。布袋中学出身。中学時代、一条にバイクの運転技術やマックスターンを教え、一条と一緒に「ニトロブラッズ」という名のバイクチームを旗揚げした。獄瞑市内の高校に祥子と共に進学したことを皮切りに祥子との将来のために足を洗い、自動車整備工場で整備士の勉強をしている。冷静な性格だが、祥子が友達をチンピラから庇って顔を見せたくない怪我をした際には元凶である蛇沼に喧嘩を売り、一発で気絶させるなど激情家の面を見せた。ミリオンの後ろ盾を得た蛇沼に足を撃たれて入院している最中、今度はミリオンに命を狙われるようになる。晴矢と一条の活躍でミリオンが壊滅したことで、ミリオンの脅威から解放された。かつて神崎に喧嘩を売った時の一条の表情を覚えており、一条がナンバー1を追い詰めた際には、その時のことを思い出した。
赤川順平（あかがわ じゅんぺい）
新設校「私立紫怨（しおん）高校」の1年生→2年生の男子生徒。16歳→17歳。亡き兄の夢である「ラスベガスで一発当てる」というアメリカンドリームを引き継ぐため、亡き兄の遺産の隠し場所が描かれた地図の入ったドラゴンジャケットを黒崎から取り返してもらうよう晴矢たちに依頼する。晴矢からは「チャパツ小僧」と呼ばれた。ドラゴンジャケットを取り戻し、神社にある2人だけの秘密の場所に隠されていた遺産も手に入れるが、兄との本当の宝物（車やロボットの玩具）も見つけたことから兄の夢ではなく自分の幼い頃からの夢を叶える道を選び、遺産も神社に寄付した。
家族は兄と父親が登場。兄は超が付くほどのギャンブラーで莫大な借金を作りながらも1000万円を手に入れるが、その直後に亡くなる。ギャンブルバカではあったが、そのお金で順平にお好み焼きをご馳走することもあった。父親はギャンブルで運を使い切って亡くなった長男の亡骸と対面した際、順平の見ている前で初めて涙を流した。
愛原めぐみ（あいはら めぐみ）
声 - 半場友恵
山奈みちるの中学生時代の後輩の女子生徒。親の離婚をきっかけに、学校をサボって街で適当に遊んでいた。ある日、不良に絡まれたところを伊部たちに助けてもらい、彼女たちと知り合い遊んでいた。伊部たちにヌード写真を無理矢理撮られ、それをネタに山奈のベスパを盗ませたり、果てには売春するよう脅される。晴矢たちの尽力やみちるに諭されて自分と向き合うことの大切さを思い出す。
青木（あおき）
雨宮の先輩でライブハウス「エデン」の現店主。元々ライブハウスは父親が経営していたが、鮫島率いる葦怒（アシド）高校のバンドを追い出したことで連中に逆恨みされた。父親が経営を退いて引き継ぐも、葦怒高校の連中に嫌がらせを受けて、閉店の危機にある。一条は雨宮の頼みでFIRE GUNS復活ライブをこの「エデン」でやることに決め、後に最終話での晴矢ボーカルデビューへの伏線となっていく。
揉山静花（もみやま しずか）
声 - 白鳥由里
正象の妹で、夢殿（ゆめどの）学院高校の1年生→2年生の女子生徒。16歳→17歳。母親とそっくりの美人で、揉山家の家族写真を見た晴矢と一条に「遺伝子が混ざらないことがあるんだな」と言わせるほど、兄妹は容姿も性格も似ていない。
夢殿学院の学園祭では実行委員をしていたが、魅上に目をつけられ拉致されそうになる。実際に助けたのは兄の正象であったが、晴矢が自分だと嘘をついたため、彼にお礼を言うため楽高に来る。
桃山太郎（ももやま たろう）
声 - 柊美冬
ゲームの好きな小学5年生→小学6年生の男子児童。11歳→12歳。格闘ゲームのみでは飽き足らず、実際に人にケンカさせて観客の小学生たちに有料で見物させていた。非常に「マセガキ」であり、自分がトランシーバを通して操るキャラクターが次々と相手を倒していくことで自分も強いと勘違いしていた。当初は伊部と組んで街の不良を相手にしていたが、太郎が偶然に晴矢・一条を敵として連れてきたために伊部からコンビ解消を通告される。代わりに荊木・ナオミ・シンジの3人を見つけてバトルを再開するが、最終的に3人に裏切られ、彼らを倒した一条たちと和解する。
森下由紀（もりした ゆき）
雨宮・椎名の通う楽園北中学の後輩で2年生→3年生の女子生徒。14歳→15歳。不良に絡まれているところを雨宮が新品のギターを犠牲にして助けた。後に椎名に一目ぼれする。椎名と二度目のデート後に沖縄に引っ越す。
姫乃木彩（ひめのぎ あや）
花魁高校3年生。たまたま街で出逢った鬼頭との間に1児（ユウキ）を産んだが、彼の凶暴な計画を知ったあとはユウキを連れて鬼頭の下から逃げ出し、晴霽の教会にユウキを置いていく。その後すぐヨキに捕まる。再び鬼門高校に捕らわれた際には、入浴を強要されたときに逃げ出す計画を立てるなど、肝が据わっている（もちろん自身の考えでは全裸だったが、一緒に捕らわれていた春香に促され、浴槽に浸かっていた薬草を着けている）。晴矢からは「ヤンママ」と呼ばれる。
谷口
楽高に赴任してきたスキンヘッドの生活指導教師。庄野ら不良どもが最も恐れる教諭。

### 敵キャラクター
ブラック・スカルズ
「BS」というアルファベットがトレードマークのチーマー。一部のメンバーが清志朗をカツアゲしていたが、そこを晴矢に邪魔される。そのことで逆恨みし、清志朗をリンチする形で晴矢の住所を聞き出そうとしたが、清志朗が口を割らなかったため、特上の私刑“烙印の刑”を行った。それが原因で晴矢の怒りを買い、壊滅状態にされた。
キラー
かつて悪名高い肩繰（かたくり）高校でアイスホッケー部だったグループ。スケートリンクを悪用してリンチしたことがばれて退学になっている。リーダー格がいない烏合の衆であるため、一度暴れ出すと制御がきかず相手を失明寸前まで追いやったこともある。その後ローラースケートに履き替えて窃盗を繰り返していた。だが、山奈みちるの大事にしているバックルを取り戻すために晴矢たちが乗り込み壊滅する。結果、晴矢は「キラーを潰した男」として神崎や氷堂に認知された。アジトは潰れたボウリング場・集英ボウルの地下駐車場。
神崎狂（かんざき きょう）
声 - 真殿光昭
私立戯堂（げどう）高校を取り仕切る人物。アメリカンバイクを乗り回すバイカーで、ドラッグ「ヘルビジョン」を売るチーマーのボス。かつて自身に挑んだ一条をリンチのようなやり方で叩きのめした。
商品にしているヘルビジョンはヒマワリに似た植物の種で、アフリカの部族の決闘儀式にも使われる興奮性の薬物である。４粒目以降は強烈なまでに肉体を強化しその上どれほどの重傷を負おうと戦い続けることが可能となる。自身もヘルビジョンを服用しており、一条に殴られても蹴られても効かなかった。しかし、晴矢のパンチを受けた際に一条の攻撃では感じなかった痛覚を感じ、さらに短時間にヘルビジョンを大量に服用したための副作用で己の顔や腕が溶けてゆく幻覚を見た後、晴矢のパンチで気絶し、仲間に連れられる形で逃走。
その後、晴矢に負けた怨恨からか行方をくらましていたが、集会所のクラブ「ビヨンド」に不意に戻った後、晴矢を倒すためにヘルビジョンとの最強の組み合わせのドラッグカクテルである「マッド・カクテル」作りに没頭。チームの1人がその行動に危険を感じ、救急車を呼んだことがきっかけで捕まる。薬を体から抜かれた後に自力で脱走し、晴矢と集英ボウル廃墟にて再戦。戦いの最中、駆けつけた一条らや晴矢を前に最強のマッド・カクテルを服用しようとしたが、晴矢の挑発に対して怒りでカクテルを飲まず、怒りの力で晴矢と互角以上の戦いを行うが、敗北。その後、一条に過去の自分のことを吐露し、自分の意思で警察署に入っていった。最終話ではFIRE GUNZのライブに顔を出している。
バタフライナイフの扱いに習熟しており、一条の両脚に突き刺したり、チンピラの手首の動脈を切ったりしている。
なお、一条は過去の神崎を「クールなやつ」と思っていたが、本人は実際は何にでも熱中していたと語っている。
知名度はかなりのもので、一条に「日比野にあれだけパンチを打ち込んだのは多分あんたが初めてだ」と言われるほど実力も高い。また、肩繰高校の生徒や後に戯堂高校で幅を利かせるようになった荊木からも、「戯堂高が神崎だけじゃねえんだよ」と神崎を強く意識しているセリフがうかがえる。
前作『HARELUYA』から「神崎」の名前で登場している敵キャラクターであるが、本作では容姿が黒髪から金髪へ変更されている。麻薬を仕入れて違法に売り捌いている点は同じである。
連載中の人気投票ではメインの晴矢、一条、清志朗らに続いて4位と、敵キャラクターで唯一ランクインしている。
アニメ版の最終回では、かつて晴霽に敗れた悪魔として登場した。
丸鬼戸零二（まるきど れいじ）
声 - 矢尾一樹
楽園高校の晴矢たちのクラスに転校してきた男子生徒。丸鬼戸グループの御曹司。
高級な腕時計やネックレスを身に着けて学校にやってくる。美形だが、非常に好色。気に入った女は、どのような手段を使ってでも手に入れようとする。また、自分の別荘に連れ込んだ女性を、子飼いのボディガードたちに輪姦させ、その一部始終をビデオ撮影してコレクションにする趣味も持ち（別荘の一室には本格的なSMの道具まで揃えていた）、弱い者いじめも大好きという、救い難い偏執的な性格の持ち主。これまでの悪行は、全て丸鬼戸グループ総帥である父の力で揉み消され、その都度何事もなく転校することを繰り返していた。当然、彼の素性を知らない不良たちに目をつけられ、シメられたこともあるが、その後は権力と暴力を用いて復讐している。
登場直後、山奈みちるを目標に定めるが、豪田をも降した晴矢の圧倒的な力と清志朗の思い、そして父の力を使おうとして失敗したのを晴矢に爆笑されて敗北。漫画ではさらに笑い者にされた屈辱から、豪田の傍で悔し泣きした。その後、アメリカの高校へ転校することになる。豪田曰く、「だいぶ懲りてる。悪い癖も直りそう」とのこと。零二はサドな性格であったが、単行本のおまけ漫画ではマゾに目覚めていた。
豪田（ごうだ）
声 - 石塚運昇
丸鬼戸のボディガードを務める付き人で、元プロボクサー。外見はスキンヘッドでかなりの大男。カジュアルスーツにサングラスを掛けたスタイル。リング上で人を殺してしまったことで、以後は地下プロレスのレスラーに転向。香港の地下プロレス界のチャンプになる。晴矢の金属バットを折る、パンチ力や鳩尾への蹴りに、耐えるほどのタフネスさを持ち合わせているが、最終決戦では晴矢に敗北。数ある敵キャラクターの中においては、一般的かつ常識的な感覚を持ち合わせており、零二の行動が、社会道徳から著しく逸脱したものだと理解しているものの、倫理観と忠義との間で葛藤が生じ、諫言できないでいた。零二の転校に伴う別れの際、晴矢に「お前とファイトできてよかった」と清々しい表情で告げている。勝負後、零二が敗北を認め引き下がったことで、感動した様子を見せた。
アニメでは、過去の敵キャラクターに包囲されるも、まとめて返り討ちにする場面がある。
マッドサタン
マナーが悪いバンドグループ（アニメではかつて一条が所属していた不良チーム）。客のノリが悪いと乱闘を起こしている。ファイヤーガンズの代わりにライブしようとバンド仲間を拉致するが、一条に叩きのめされる。
氷堂純一（ひどう じゅんいち）
声 - 檜山修之
肩繰高校野球部の主将。セミロングの金髪に色黒の肌が特徴の男子生徒。ポジションは投手で左投左打。実力はあるがマナーが悪く、揉山曰く、ヤクザ構成員とも顔がきくほどの不良。
中指だけを立てた持ち方をし、相手にビーンボール・デッドボールを投げることを目的とする「ファックボール」を使う。その威力は高く、大きくポップする軌道を描いてヘルメットを粉々に砕く。昨年の甲子園をかけた決勝戦の裏側で行われていた野球賭博に関与し楽高野球部マネージャーをさらって部員たちを相手に大乱闘を起こした結果、謹慎と無期限の対外試合禁止となる。さらに事件の真相が発覚して退学と野球部廃部の宣告を受け、逆恨みから本城率いる楽園高校野球部の部員たちを闇討ちしていた。晴矢たちと野球の試合をし、野球のルールで敗北する。ライバルであった本城からも「まともに野球をやっていれば、もっと凄い選手になれるはず」と惜しまれ、本人も多少は気にしていた節がある。最後にはナイフを捨てボールに持ち替えていた。
宮村（みやむら）
声 - 西村朋紘
肩繰高校の野球部員の男子生徒。ポジションはセカンド。小柄で盗塁専門とするバッターであり、得意技は相手の脚をスパイクで怪我をさせて盗塁する「デス・スライディング」。熱くなりやすい氷堂とは対照的に、冷静に状況を判断し、無理な戦いを極力避ける参謀的存在。顔は帽子の影で隠れていたが、最後に素顔を出す。その冷静な性格から、氷堂にも内密に独断で晴矢への対処法として、高威力の改造エアガンで晴矢を仲間に狙撃させて負傷させるも、最後にはホームへの道を阻む晴矢をハイジャンプで飛び越す筈が、逆に自分よりも高くジャンプした晴矢の前に敗れ、彼の恐ろしさをいち早く感じ取ったため、復讐しようとする氷堂を「これ以上恥をかきたいのか！俺たちは野球で勝負したからこそ、この程度で済んだんだぞ！」と制止した。
岩田（いわた）
声 - 乃村健次
肩繰高校の野球部員の男子生徒。キャッチャーで4番バッター。巨大な大男で力押しをするタイプ。試合では、ボールを持った拳で相手選手を殴りつけるなどして、多くの楽高部員を退場にする。最終的に晴矢に股間を殴られ悶絶することになる。ピッチャーマウンドに立った晴矢が剛速球を文字通りの「デッドボール」にするという荒業を使ったことで、チームメイトがバッターボックスに立つのを躊躇う中で自ら勝負の前面に立ったり、宮村がホーム到達を賭けた晴矢との空中戦に敗れたのを目の当たりにした際に彼の名を叫ぶという、仲間思いの一面を有していた。
影野道行（かげの みちゆき）
声 - 龍田直樹
「影野画廊」の代表取締役。かつてボブじいさんが描いた名画「未完の情景」を手に入れることに執念を燃やしており、執拗にボブじいさんにつきまとう。当初は金で手に入れようとしていたが、ボブじいさんが首を振らないことに業を煮やして息子のサトシとその仲間の不良を使って力尽くで取り上げようとしたが、サトシらを倒されたうえ、晴矢の機転により未完の情景が燃えたと思い込む。
その後は、帝王病で病院にいたが、そこに来ていた清志朗と山奈の会話を盗み聞きし、未完の情景が無事で清志朗の手にあることを知って憤慨する。今度は鬼門高校の生徒を手下として使い、清志朗に危害を加えることをほのめかしてボブじいさんから絵を買い受けることに成功する。5000万円で買うと言ったが、実際は札束の上下だけが本物で、その間はただの紙であった（ボブじいさんはこのことに感づいていたが、晴矢を騒ぎ立てたくないことを理由にあえて確認しなかった）。しかも後で鬼門高校の生徒に襲わせて金を取り返すつもりだったという悪党ぶり。鬼門高校の生徒への報酬はそこから払うつもりだった。
画廊に乗り込んできた晴矢たちの相手を鬼門高校の生徒に任せ自分はロンドンへ絵を競売にかけに行こうとするが、決死の覚悟で追ってきた清志朗と激しく争った上、楽園高校の美術室で今度は清志朗の機転により未完の情景が燃えてしまったと思い込む。絵がなくなった以上、もはや清志朗らには何の価値もないと言い捨てたが、清志朗が10年以内に画家として成功するかどうかを賭けることにした。1人になった後、「日本にいたら成功しないタイプだ」と清志朗を評し、彼の可能性を見届けるために酒と煙草を断つことを決め、煙草を投げ捨てて去る。
その後は、鬼門高校理事長の鬼頭烈が開いた美食会に出席している。
影野サトシ（かげの サトシ）
声 - 拡森信吾
戯堂高校の男子生徒で影野道行の息子。未完の情景を力尽くで手に入れようとしたが、晴矢に「炎のエリマキトカゲの刑」（未完の情景に見せかけた段ボールに火をつけ、その中央に頭を貫通させる）を喰らい、逃げ惑う。
ミリオン
獄瞑（ごくつぶ）市を拠点とする暴走族。広い廃工場をアジトとし、様々な武器を所有する武闘派チームで、幹部クラスはナンバーズと呼ばれナンバーの入ったジャケットを着ることができる（若い番号ほどランクが上）。ランク付けの方法や何番まであるのかは不明だが、ランクは実力以外にもチームへの貢献具合も関係しているらしい。ナンバー5がパトカーをひっくり返す回想シーンにはナンバー19と20番台と思われるナンバーズがいるため、少なくともナンバー20まではいるようだが、獄瞑市の出入り口を包囲できることから、実際はこの数倍いる可能性がある。ナンバー0の出した指示の内容によると、比較的重要度の高い任務はナンバー10以上のナンバーズに任される傾向にあるようである。番号を持たない下っ端連中には元々は他チームに所属していた者も多く、風間のチームであるニトロブラッズの元メンバーもいる。晴矢と一条にナンバーズを次々と倒されていき、ナンバー0が晴矢に倒された後、アジトが警察に踏み込まれたために壊滅した。合言葉は「ミリオンに逆らう奴は、殺す！」。
ミリオンナンバー0
ナンバー1の兄で、ミリオンの真のボス。黒髪ドレッドのオールバックが特徴。
武闘派ながらも冷静沈着で思慮深く部下思い。己の力とカリスマ性でミリオンを纏め上げており、ミリオンを百万人の超巨大武装集団に拡大し、退屈な日本をメチャクチャにするという野望を持つ。チーム内でも下っ端連中には彼の存在を知らない者もいることから、直接会えるのはナンバーズのみの様子。専用の部屋には抜け穴も用意されている。
戦闘スタイルは2やIIIと同じく、己の肉体を武器としており、力の集中によって、筋肉を硬直させれば銃弾でも打ち抜けないと豪語するほど強靭な肉体を持つ。洞察力にも優れ、晴矢がナンバー2との戦いで実は計算に基づいて戦っていたことを見抜く。
晴矢との対決では彼を気に入って、ナンバー1の椅子を用意して、仲間に誘うも「世界征服」を掲げる晴矢に断られて戦闘を再開。最終的にはアキレス腱を蹴りで切られて敗北し、自らの負けを認める。その後、アジトに踏み込んできた警察に部下共々捕まったが、自分と同等以上の力を持つ晴矢と出逢い戦えたことに満足したことから安らかな気持ちでいた。
ミリオンナンバー1
苗字は蛇沼で獄瞑（ごくつぶ）高校1年生の男子生徒。ミリオンの表のボス。金髪のオールバックが特徴。
拳銃以外の戦闘能力は低く、兄のナンバー0のおかげでナンバー1の地位にいるにすぎないが状況判断能力や指示の的確さから司令塔としてはそれなりの能力を持っている。ナンバーsix相手に人心掌握術も見せたが詰めの甘さが見られ、ナンバー2とIIIの怒りを買ってしまう。
ナンバー1になる前からミリオンの一員として活動しており、その時に風間とのチキンレースを展開。ルールを破って風間を痛めつけながらもパンチ一発で敗北。このことから「臆病者（チキンヤロー）」の汚名を被ることになるがナンバー1の地位と拳銃を手にして、風間への報復を行い、彼を半殺しにした。
晴矢と一条と対峙するも対峙場所がナンバー0の部屋だったことから、抜け穴とナンバー0たちの援護で脱出すると風間のいるスクラップ工場に足を運ぶ。風間と祥子を追い詰めるも一条が駆け付けたことで形成が逆転。「最後ぐらいは男らしく負けを認めろ」という一条のせめてもの情けを意に介さず、ロシアンルーレットにかこつけて一条を葬ろうとするが一条に策を見抜かれていたため、完全に打つ手をなくした上、中学時代に神崎にケンカを売ったときの興奮状態と化した一条の凄みに戦意を喪失して失神。最終的には盗んだ拳銃二丁を鼻に捩じ込まれた上でガードレールに括り付けられ、放置されるという悲惨な格好で警察に捕まった。
ミリオンナンバー2
ミリオンの幹部。片目に2の数字が入った眼帯を付けている。
細身の外観だがテコンドーやムエタイといった打撃系を中心にあらゆる格闘技を会得していることから自らを「格闘エリート」と明言しており、ナンバー0からは「戦闘コンピュータ」にも例えられている。次期ナンバー1候補ではあるが自身のマニュアルをどう応用しても勝てない状況になると焦りができるのが弱点。元は格闘家だったが、試合でやりすぎてしまう（相手を必要以上に痛め付けてしまう）ためにどこの道場からも破門された末、ミリオンに加入した。
ナンバー1がナンバーsixをナンバー4の援護に向かわせるための交渉で勝手にナンバーIIIへの昇格を約束したことが気にいらず、ナンバー1に怒るナンバーIIIを宥めつつ、2人を連れて、ナンバー0の部屋に行き、「ナンバーズを倒し続けている侵入者2人（晴矢と一条）を倒したほうがナンバー1に昇格する」という案を出す。晴矢との対決では部屋中にガラス瓶をぶちまけながらも全く動揺しない晴矢の姿を見て、自らがガラスの破片で傷つく光景を思い浮かべてしまい、事実上の敗北を迎える。それを認めたくない一心で自棄になった状態で晴矢に挑むもパンチ一発で敗北。晴矢の情けにより、ガラス瓶ではなく、先に倒されたナンバーIIIの上に叩き落とされた。
ナンバー0とナンバー1、ナンバー15が使用した拳銃はナンバー2とナンバーIIIが警察官を襲撃し、強奪したもの。
ミリオンナンバーIII（3）
ミリオンの幹部。ニット帽にはIIIの形をした金属パーツを付けている。
拳が目視できないほど速く、重いパンチを繰り出す。普段は鉄のリストバンドで力を制御している。基本的には素手で戦うが、ベルトのバックルとしている「III」の形をしたナックルダスターを武器にすることもある。負傷していたとはいえ、一条のパンチをまともに食らっても効いていないなどかなり打たれ強い。対戦した一条の感想によれば「本物のストリートファイター」。ナンバー2と同じく、次期ナンバー1候補だが冷静さではナンバー2に劣っているところが見られる。
一条が「3分で倒す」発言をしたことから、すぐには倒さずに3分間相手をするが、ニット帽の金属パーツがナックルダスターと同じものであることに気付いた一条が放ったクロスカウンターの蹴りでニット帽の金属パーツからのダメージも受けてしまい敗北した。
ミリオンナンバー4
ミリオンの幹部。道化師の服装をしており、覆面の下の顔には「4」の文字を塗っている。
武器はナイフとレイピアが仕込まれた鞭。小柄な体格をしているが力はかなり強く、絞め技も使う。巨大な熊のナンバー5を直属の部下としている。弱肉強食の世界で生き抜くためとはいえ、非常に卑劣な性格で都合が悪くなれば自分の部下も平気で見捨てるため、ナンバーsixを初めとした下のナンバーズの間でも評判は悪く、その噂はナンバー1にも伝わっていた。
自分に逆らったという理由だけでナンバー5を平然と殺した後、一条と交戦。その最中、昇格目当てで自分を支援に来たナンバーsixと仲間割れを起こし、ナンバーsixに手柄を取らせまいとナンバーsixが一条に向けて放ったボウガンをわざと自分の足で受け止めたことで、一条に勝機を与えてしまい投げ技で敗北。
ミリオンナンバー5
ミリオンナンバー4が手懐けている巨大な熊。
極めて獰猛でサーカスで調教師を殺したこともあり、ナンバー4に引き取られなければ本来殺処分される運命だった。ミリオンに加わった当初はナンバー4のペットではあったが、パトカーをひっくり返すパワーと警察犬をも凌ぐ敏捷性でミリオンの危機を幾度となく救ったことからナンバーズとなり「パトカーキラー」の異名でも呼ばれるようになった。
晴矢と一条との戦いでは晴矢の機転で背中に乗られてしまい、そこから金属バットで牙を折られ、尻を叩かれ、野性の本能から戦闘を放棄して屈服する。これにより、ナンバー4の命令に従わなくなったため、ナンバー4の手で耳の三半規管を破壊されて、同じ場所を周り続けた挙句、唾がナンバー4の顔にかかったことで怒りを買い、刺殺されてしまう。
ミリオンナンバーsix（6）
ミリオンの幹部。ナンバー7やナンバー15同様にライダースーツを纏っている。
武器はボウガン。かなりの腕を有しているようで、離れた距離からでも一条を羽交い絞めにしたナンバー4を避けて、一条の急所を狙えるほど。
ナンバー4のことを嫌っており、ナンバー4が一条と戦っている際にナンバー1から援護に駆け付けるように命令され、一度は拒否するも晴矢と一条を倒せばナンバー3に昇格させることを約束されて、援護に向かう。ナンバー4に昇格の件を伝え、最初に一条を倒そうとするがナンバー4の妨害により失敗。最終的には晴矢のキックで倒された。
ミリオンナンバー7
ミリオンの幹部で3人組。ライダースーツ姿で活動し、軍事用の暗視装置を着けている。
武器はバイクで3人のコンビネーションを駆使して標的を轢く。暗視装置により暗闇でも活動可能。
工場の一室に晴矢と一条を閉じ込め、暗闇の中で彼らを追い詰めていくが晴矢がナンバーXから奪った火炎瓶と自身の金属バットからの火花で起こした発火を起こすという機転により、暗視装置の上から目暗ましを浴びることになって転倒。晴矢から「打ち止め」を宣言され、晴矢と一条の一斉攻撃を受けて敗北。警察に逮捕されるシーンでナンバー7の1人が描かれている。
ミリオンナンバー8
ミリオンの幹部。風間を捜しに彼の学校へ向かった。
ミリオンナンバー9
ミリオンの幹部。風間を捜しに男子寮へ向かった。
ミリオンナンバーX（10）
ミリオンの幹部。X（ローマ数字の10）が刻まれたマスクとロングコートに身を包んでおり、素顔はリーゼントヘアー。
武器はロングコート内に収納している火炎瓶。それを投げつけて発火攻撃を行う。ある程度は打たれ強い。
スクラップ工場に逃げ込んだ風間の足を火炎瓶で火傷を負わせるが晴矢に倒された上、くすぐり地獄により、アジトの場所を吐いてしまう。
晴矢はナンバーXの衣服を奪って変装し、一条を捕えた振りをして、ミリオンのアジトに潜入する作戦を立てたが合言葉を知らなかったために失敗して、いつもの殴り込みになる。一方、息を吹き返したナンバーXは報告のためにアジトに戻るも晴矢と一条に尾行され、ナンバー0の部屋まで案内してしまうことになった。
ミリオンナンバー12
ミリオンの幹部。アジトに乗り込んできた警察に逮捕されるシーンに登場。
ミリオンナンバー15
ミリオンの幹部。ライダースーツ姿で活動。
バイク用のフルフェイスヘルメットで顔を防御し、爪先と踵にナイフの刃を仕込んだブーツで蹴りを繰り出す。ナンバー1から貸し与えられた拳銃も使用。バイクの後部座席に2人乗せた状態で病院の3階まで登ってこれるパワーの持ち主でもある。
入院中の風間を襲撃したがブーツの刃がロッカーに食い込んだ隙に一条に脚を折られる。最後の足掻きとして拳銃を手にするも、一条がピック投げで照明スイッチを切った隙に晴矢に倒される。戦いの後、拳銃は祥子が晴矢たちにも内緒で回収した。
ミノル
一般メンバー。
獄暝市を訪れた晴矢と一条に絡んだ際に晴矢のバットで倒される。
黒咲仁（くろさき じん）
声 - 辻谷耕史
新設校、私立紫怨高校の頭の男子生徒。大き目のリーゼント姿が外観の特徴。
ひょんなことから赤川順平のドラゴンジャケットに1000万円の隠し場所を書いた地図が隠されていることを知り、ジャケットを奪った上で地図を解読させようと拷問にかける。不意をついて逃げ出し、晴矢と一条につれられて再び姿を現した順平を捕まえ、ついでに晴矢らを倒して不良の間で名を売ろうともくろむ。腕を骨折したふりをして油断させ、右手のギプスに仕込んだエアガンによる目潰し攻撃で一条と清志朗を倒すが晴矢には通用せず、逆に目潰しを喰らう。計画を変更し、晴矢を校内の一室に閉じ込めることに成功するが、油断して扉に近づきすぎたところを扉越しの拳を受けて一撃で倒された。
一部のシーンでギプスを持つ手が逆になっており、このことは作者の担当編集からも指摘されたが、扉を開ける際に右手だと開けにくいため意図的に左手に変えたと、作者が単行本のおまけ漫画で説明している。
天草鬼郎（あまくさ きろう）
声 - 矢尾一樹
摩天女学院高校が共学化された際に唯一残った男子生徒。伊部に不良としての素質を見込まれて、愛原に万引きや売春などを強要する。その際一条にやられ、晴矢に秘奥義「くすぐり地獄の刑」で作中最も無様な全裸写真を撮られ、最終的に一条に惚れた伊部にボロ雑巾のように捨てられる。
鮫島（さめじま）
葦怒高を率いるロックンローラー。色黒に短髪の男子生徒。自分たちの音楽がライブハウス「エデン」で受け入れられなかったために、逆恨みし、一条率いる新生FIRE GUNSと対峙することになる。凹凸面を研いだ鍵を、指の間に挟んでナイフ代わりに使うという意外性のある技を披露して晴矢と戦った。晴矢の腕を攻撃し、出血させることに成功したが、最終的には鍵の間を狙った手刀で叩き落とされた挙げ句に蹴り一発で倒された。
薊（あざみ）
声 - 関俊彦
鬼門高校鬼衆の1人。ヘアスタイルは髪を真っ青に染めていて、ハード系の整髪料で立ち上げるという派手なものである。そのために、通称「青鬼」と呼ばれる。
手の中に隠した特殊なワイヤー攻撃と空中殺法を得意とする。影野に雇われ、ボブじいさんから未完の情景を奪うが画廊に乗り込んできた晴矢に狭いエレベーター（アニメでは自動車）の中に誘い込まれ、血みどろになるまで叩きのめされた。そのことが原因で鬼衆から降格させられる。
鬼門高校編で鬼衆復帰を目指して再登場。当初は監視役として晴矢たちについて回り、カメラで彼らの撮影して、鬼頭に状況を知らせていた。その後、晴矢に復讐するため、隙を突いて襲い掛かるが、再度敗北。さしたる見せ場はなく、晴矢のくすぐり地獄の刑を受けて失神し、物語から退場した。
魅上明（みかみ あきら）
医大生の男子学生。表向きは医者を目指す好青年で通しているが、裏は「儀式」と称して美女を解剖して内臓を観賞しようと目論む猟奇的で退廃的な性格を併せ持っている。夢殿学院の学園祭に侵入し、揉山静香を生贄にしようとした。セラミック製メスを持ち込み、金属探知検査を潜り抜けた。強烈なムスクを付けており、それが逆に仇となって晴矢にやられる。
実は二重人格者で、医者になる将来を親に決められたせいで本来の性格が抑圧され、いつの間にか芽生えていた下品で邪悪な人格に乗っ取られてしまっていた。しかし、晴矢の圧倒的な強さのおかげで邪悪な人格は消え、彼の心は解放された。後に医者の道を捨てて両親の反対を押し切って医学部を退学し、本来の夢であった作家を目指し猟奇系の小説家となりベストセラー作品を連発する作家になったことが後日談として描かれている。
アニメでは揉山に敵対する者に雇われた刺客で、晴矢に敗れた後、裸で瓶詰めにされ晒し者にされた。
荊木ケースケ（ばらき ケースケ）
声 - 立木文彦
神崎がいなくなった後の戯堂高のグループの一派のリーダーで、3年生の男子生徒。18歳→19歳。太郎の誘いにあえて乗り、金稼ぎを目論んだ。太郎のことは「役に立たなくなるまでは」仲間として扱っている。
その後、太郎を追ってきた伊部麗子を叩きのめした。そして、一条との「試合」では「戯堂高は神崎だけじゃない」と豪語し、ほとんど互角の勝負を繰り広げる。パワーボムでトドメをさそうとするも、一条に見抜かれており、ジャーマンスープレックスに切り返されて気絶。敗北する。
アフロ頭に筋骨隆々とした肉体でプロレス系の決め技を使いこなし、強さはかなりのものだが子供たちの人気はあまりなく、彼の集金力はいまひとつだった（本人もそれで涙を流していた）。それでも興行主の立場から売り上げの山分けは譲らなかった。
特徴は金髪アフロヘアーで、それを伊部から聞いた一条はジミ・ヘンドリックスを連想した。常に金的ファールカップを着けて防御している。

ナオミ
声 - 麻丘夏未
バラキがゲームの人呼びのために呼んだ花魁高校の女子生徒。色黒で金髪の、いわゆる渋谷系のコギャル。日焼けサロンで全裸で焼いているので尻まで黒い。顔はいいが性格は悪く、非常にがめつい。シンジとは性行為をする仲だが、金銭を要求している。常に援助交際をして金を巻き上げているが、それなりのプライドは持っている様子。軽い言動が目立つが、一度火がつくと激しい怒りを見せるタイプ。
バラキ曰く「シャネルのためならどんなエロい格好でもする」。実際、ギャラリーに自分の下着を売っていた。決め技はなんでもあり（アルティメット）系。バラキやシンジと比べると喧嘩の実力は落ちるようで一番反撃を食らっているが、そこらのヤンキーよりは遥かに強い。伊部麗子を目の敵にしていたが、最後はその伊部にローリングソバットを受け、気絶する。その後、晴矢たちが去った後、いつもの調子で立ち去っていった。
シンジ
声 - 檜山修之
ナオミの知り合い。黒髪のオールバックの若男で、額にサングラスを乗せている。現在の言葉で言うギャル男。
普段はふざけたお調子者といった感じだが、サングラスを掛けると凶暴さを剥き出しに警棒で殴りかかる二重人格の持ち主。サングラスをかけた状態になると戦闘能力も変化し、蹴りで金属バットを折り曲げるほど。その時は、相手が子供でも遠慮容赦が無く、しかもその時のことは本来の彼は何も覚えていない。
晴矢との戦いではたった一発で倒されるが、荊木の敗北後に復活。サングラスをかけた状態で起き上がり、ガラスを割って子供たちを痛めつけることで人質に取り晴矢の戦闘力を封じ優位に立つ。しかし、いたぶっている間に仲間たちが子供たちを避難させたため、反撃されてしまい二度の敗北を迎えた。その後、ナオミに保護されたが気が変わった彼女にあっさり見捨てられ放置された。
決め技は打撃系で、特技は女の子のパンツを知らない間に脱がすこと。本人曰くソーロー。
シュウ
「ヘルタースケルターズ」というスケーターグループのリーダー。「卑怯卑劣が服を着て歩いているような悪」と言われる。メンバーは悪の名門、肩繰高校を退学になった者が多いが彼の経歴については一切不明。
スキンヘッドに稲妻のタトゥーを入れている。ドラッグ常習者や神崎ともまた違う、死んだ目をしていると一条を言わしめており、相当酷い過去を背負っている様子。そんな外見だが、年齢は高校生と同年齢である。
女性を攫っては強姦し、それを記録した裏ビデオを作って売りさばいていたが、春香とみちるに手を出したことで晴矢たちの怒りを買い、手下を一掃されたうえ自身も晴矢に倒され、春香の告発によって逮捕される。
非常に卑怯な手を使う男で、仲間を自分のいいように利用する。喧嘩の強さは別として最も晴矢を苦しめた敵でもあり、その分、他の敵キャラクターたちよりも痛めつけられた。「この世には神も仏もありゃしねぇんだよ」が口癖だったが、晴矢に敗北後、死にそうになったところを彼に助けられたため、逮捕されて以降は二度と言わなくなった。
戦闘描写がほとんどなく、晴矢との「ケンカ」では一方的に打ちのめされた。しかし、彼の恐ろしさは前述の通り、実力以上に「殺人も平然と行える悪」と豪語する内面にある。仲間さえも捨て駒にして罠を仕掛けた上に、春香をビルから落として殺そうとすることで晴矢のスキを作るなど、極悪非道なからめ手を用いた。
ジョー
バイカー専用店「STYX」（ステュクス）に入り浸る外国人バイカー。ゴリラのような巨漢で屈強な身体をしている。常に数人の不良（日本人）を引き連れている。映画館で上映中に爆竹を鳴らし、その後無理やり森下由紀の唇を奪ったため、雨宮の怒りを買った。後に晴矢によって倒される。
カウボーイ
「STYX」にいる外国人バイカーの1人。ドラッグ常習者で「STYX」の面々には「いつか人を殺す」とささやかれている。バイクなしで「STYX」に乗り込んだ雨宮にリンチを加えるが、駆けつけた一条に阻まれ交戦。バイクを用いた戦法で一方的に追い詰め、一条の顔をバイクのタイヤで擦り潰そうとする。しかし、長髪だったことが災いしホイールに自身の髪を突っ込まれ、自分が顔を削られて敗北した。その後、ジョーが晴矢に追い詰められた際に再登場。拳銃を使って椎名を人質に取った。だが「誰よりも速く動いた」晴矢にはよって今度こそK.Oされた。
シェリー
伊部にちょっかいを出した外国人マイケルの彼女で「STYX」のストリッパー。スケスケ寸前のボディータイツに黒のボンデージコスチュームをしている。元はアメリカ女子プロレスでヒールをしていた。伊部とどちらが巨乳かで本気のケンカをし、そこそこいい勝負をしたが、制止した一条の顔に引っかき傷をつけたことで伊部の逆鱗に触れてしまい、伊部から怒りの逆エビ固めを決められてKO負け。
鬼衆
鬼門高校の理事長である鬼頭烈の命令に忠実に動く兵隊（生徒）たち。
正規の鬼衆の他に2軍にあたる候補生がおり、寮では地上にあるB館には候補生が暮らし、鬼衆たちは地下にあるA館にいる。
A館は全部で100室あり、4部屋が空き部屋になっている。
下記の主要メンバー共々全員晴矢によって倒された。一条の戦闘シーンもあるが噛ませ犬で終わってしまい、鬼衆は全て晴矢が倒している。
ヨキ
鬼門高校の男子生徒。鬼頭の命により晴矢の教会に置いてあるユウキを攫いに来た。大柄で教会の机を破壊したり、車のボンネットを一発でへこませるパワーで晴霽を倒すが、後に晴矢にエルボー1発で倒される。
マサキ
鬼門高校「鬼衆」の1人。通称「鬼蜘蛛のマサキ」。髑髏の模様がある未知の毒蜘蛛を飼いならし、噛み付かせて身体の自由を奪った上で嬲るという卑劣な戦い方を得意とする。だが本人の戦闘力は大したことはないようで、蜘蛛への命令方法を見破った晴矢に動きを封じられ、あっさりと倒される。
シキ
鬼門高校「鬼衆」の1人。通称「磔のシキ」。大型の釘を飛ばして相手を壁に磔にする攻撃を得意とし、晴矢たちを一瞬で磔にした（晴矢は服を破って強引に脱出した）。普段はローブを纏って死神のような姿をしているが、ローブの中にはトゲ付きの鎧を着ている。ローブの頭の部分は髪（モヒカン状）で、晴矢が殴ってもダメージはなく、カウンターを受けた。自分の鎧に絶対の自信を持っており、実際、晴矢も鎧の部分についてはダメージを与えられなかったが、鎧のトゲが命取りとなり、晴矢のバットによるフルスイングで壁に叩きつけられて動きを封じられる（トゲが壁に食い込んで抜けなくなった）。それでも自身の敗北を認めず、たとえ手足を折られても泣きは入れずと豪語し、鎧を脱がすこともできない作りと吼える。しかし首を折られてあっさり失神した。
キスイ
鬼門高校「鬼衆」の1人。ユウキが連れ去られた通路があるプールをテリトリーにしており、ウナギの脂のようなローションが塗られた特殊なウェットスーツを身に纏っている。その頭部の形から晴矢にドングリと呼ばれた。酸素ボンベ無しで長い時間水中に潜っていられることが自身の最大の武器。
泳ぎの能力は凄まじく、相手を水の中に引き込む戦い方を得意とし、必殺技は両手を前に突き出して突進する「ドルフィンアタック」。一条はこれをまともに食らって肋骨を負傷した。同じく晴矢に対しても使用したが、フライパンでガードされて手の甲を痛める結果となった。
一条を追い詰めた後、プールの水を抜くためのハンドルを賭けて晴矢とダイビングの勝負を開始。自身もどこまで潜れるか挑戦することとなる。自分より深く潜る晴矢の妨害を試みるが、彼の狂気に怯み途中で引き返す。その後、晴矢のことを溺れ死んだと思って嘲笑っていたが、プールの底（水深100m）からハンドルを持って戻ってきた晴矢に殴られ敗北した。
リョウキ
鬼頭直属の調理人である、中国人の暗黒シェフ。かつて、偉大な料理人であった父と比べられ、自信を失いかけていたところを鬼頭に見出され、彼に恩義を感じている。素手で鮫や虎を倒せるほどの実力者。彼の料理法は道具を一切使わず拳法の修行によって刃と化した手刀で調理をするというもので、火の中に手を入れても平然としている。5つの型の手刀により晴矢をも苦戦させた。しかし、晴矢の「拳」までは斬ることはできず手刀を押し返される。そこへ鬼頭が倒れたことを知らされ、勝負を中断。誘拐した赤ん坊を返す代わりに、晴矢たちに一刻も早くここから去るように隠し通路の存在を教えた（不完全決着だったため晴矢だけ引き返し、鬼衆全員を叩きのめしてしまったが）。その後、病床に伏した鬼頭烈の枕元で朝昼晩毎日美味しい食事を作り続けることを誓った。
鬼頭烈（きとう れつ）
鬼門高校の理事長。自身の残り少ない余生のために美食家となったが、その中で中国で見つけた幻の「西太后の暗黒メニュー」を完成させるために姫之木彩に子供（ユウキ）を産ませ、その血を狙っている。心臓が悪かったために途中で倒れ、最後はベッドで寝たきりになる。その後の生死については語られなかった。
ズー
地方で見つけた女性を拉致監禁し、車で転々としながら犯罪を繰り返す凶悪な不良グループ「三つ目」の頭。グループ名の由来は、第三の目をあしらった装飾をどこかしらに身に着けていることから。手の甲に目のマークを「縫い付けて」いる。異常に鼻が利き、山奈が処女であると見抜く。
小石を握りつぶすほどの握力を持つ。未来に全く関心を持たない刹那主義者。戦闘シーンはほとんどなく、奇声を上げて晴矢に跳びかかったくらいしか描写されていない。晴矢を乗せたまま車で相打ち覚悟でトラックに突っ込み、瀕死の重傷を負う。晴矢は死んだと勝ち誇るが、それでも（強運にも、トラックに積まれていたペットボトル飲料が緩衝材になって）無事に立ち上がって無敵を宣言した晴矢の前に精神に異常をきたし、錯乱状態に陥る。激昂した一条から晴矢の安否を問われる。しかし晴矢の無事な姿を見た後はあっさりと放置され、救急隊員に運ばれて行った。本人曰く「最高の悪」。
キュー
三つ目の1人。口の部分に目を描いたマスクをつけたスキンヘッドの大男。まともな言葉を発した場面は一度もなく、深夜の五条大橋の上で武蔵坊弁慶の刀千本狩りに対抗して、車百台狩りをしていたところを晴矢に見つかり、叩きのめされる。
クー
三つ目の1人。元ボクサーで、ボクサーならではのパンチとフットワークで一条を苦しめたが、3分ごとに集中力が切れる隙を突かれ、顎に強烈な一撃を受けてダウンする。三つ目のメンバーの中では最も多く戦闘描写がされた。
スー
三つ目の1人。小柄なギャル男で、とりたてて目立つところはないが、態度は大きくサブリーダー格のようである。初登場時、晴矢たちに記念写真を撮ってあげると声をかけ、山奈のカメラを盗んだ。その後、仲間と共に晴矢たちの泊まる旅館に忍び込み、山奈を拉致する。その際、山奈に執拗に暴行を加えたことから清志朗に恨まれており、直接対決する。清志朗の決死の一撃により気絶するが、戦いの最中に復活。晴矢たちの強さに怯え、ズーと共に車で逃走を図ったが、ズーの狂気に恐怖を感じ、走行中の車から飛び降り、物語から消え去った。
庄野（しょうの）
晴矢と椎名と同時に楽高に入学してきた新入生の男子生徒。16歳。作中最後の敵。
晴矢と一条を罠にはめてリンチにかけ、自分たちが楽高をシメようと企んでいた。雨宮を仲間に引き込もうとしたが拒絶されたためリンチにかけ、続いて一条を誘い込もうとするが偶然晴矢と遭遇。急遽予定を変更し、晴矢を先に倒そうとしたが、そこへ不良に厳しいハゲ頭の教師が通りかかる。そのためここでケンカするのはまずいとして、場所を変えると言って罠に掛けようとしたが有無を言わさず繰り出された晴矢の究極秘奥義「消えるパーンチ」（目にも見えない超スピードで放つトリプルパンチ）を受け、あっさり倒された。晴矢は教師から見咎められたが「殴った瞬間が見えなかった」として不問となった。

## 刊行情報
集英社ジャンプコミックス
1. 世界征服の野望　1993年5月15日発売、ISBN 978-4088716756
2. ツッパルところ　1993年7月7日発売、ISBN 978-4088716763
3. 転校男　1993年9月3日発売、ISBN 978-4088716770
4. K・O　1993年11月9日発売、ISBN 978-4088716787
5. Born to be マイルド　1993年12月29日発売、ISBN 978-4088716794
6. バイオレンス・ベースボール　1994年4月9日発売、ISBN 978-4088716800
7. 運命の出会い　1994年7月4日発売、ISBN 978-4088713588
8. GUNS & BOYS!!　1994年10月4日発売、ISBN 978-4088713595
9. 炎のロックンロールボーイ　1994年12月2日発売、ISBN 978-4088713601
10. TRUE LOVE　1995年3月3日発売、ISBN 978-4088718903
11. Happy birthday 2 you!　1995年5月11日発売、ISBN 978-4088718910
12. HATE & WAR　1995年7月4日発売、ISBN 978-4088718927
13. PAINT IT BLACK　1995年9月4日発売、ISBN 978-4088718934
14. R&Rスピリット　1995年11月2日発売、ISBN 978-4088718941
15. SHOUT! SHOUT!! SHOUT!!!　1996年1月10日発売、ISBN 978-4088718958
16. 運命　1996年3月4日発売、ISBN 978-4088722511
17. JUMP!　1996年5月10日発売、ISBN 978-4088722528
18. OUTSIDE　1996年7月4日発売、ISBN 978-4088722535
19. ゲーム・ボーヤ　1996年9月4日発売、ISBN 978-4088722542
20. ナオミ　1996年11月6日発売、ISBN 978-4088722559
21. 超無敵　1997年2月4日発売、ISBN 978-4088722566
22. 青春の光　1997年4月4日発売、ISBN 978-4088722573
23. MAX　1997年6月4日発売、ISBN 978-4088722580
24. 愛と正義　1997年9月4日発売、ISBN 978-4088722597
25. Bitch　1997年11月4日発売、ISBN 978-4088723907
26. スターダスト☆キッズ　1998年1月14日発売、ISBN 978-4088725024
27. 闇の宴　1998年3月4日発売、ISBN 978-4088725277
28. VOICE　1998年5月6日発売、ISBN 978-4088725505
29. 百鬼夜行！　1998年8月4日発売、ISBN 978-4088725895
30. 暗黒シェフ　1998年10月7日発売、ISBN 978-4088726144
31. 京都へ……　1998年12月2日発売、ISBN 978-4088726373
32. 悪夢　1999年2月4日発売、ISBN 978-4088726670
33. BØY　1999年4月7日発売、ISBN 978-4088726946

- 週刊少年ジャンプ特別編集（編）『BOY BIBLE（ボーイ バイブル） HARELUYA II ハレルヤ・ボーイ完全マスターブック』1997年4月4日発売、ISBN 978-4088588841

集英社ジャンプリミックス（廉価版その1）
1. ハレルヤ大爆発!!編 (1)　2001年7月16日発売、ISBN 978-4081060535
2. ハレルヤ大爆発!!編 (2)　2001年7月30日発売、ISBN 978-4081060597
3. ハレルヤ大爆発!!編 (3)　2001年8月13日発売、ISBN 978-4081060658
4. ハレルヤ大爆発!!編 (4)　2001年9月3日発売、ISBN 978-4081060719
5. 闇のミリオン!!ナンバーズ編 (1)　2003年10月25発売、ISBN 978-4081065196
6. 闇のミリオン!!ナンバーズ編 (2)　2003年11月10日発売、ISBN 978-4081065318
7. 闇のミリオン!!ナンバーズ編 (3)　2003年11月24日発売、ISBN 978-4081065462
8. 凶悪ケダモノ!!シュウ編 (1)　2003年12月6日発売、ISBN 978-4081065561
9. 凶悪ケダモノ!!シュウ編 (2)　2003年12月22日発売、ISBN 978-4081065592
10. 最凶最悪!神崎覚醒!!/鬼畜!天草鬼郎・伊部麗子の恐怖!!編　2005年5月23日発売、ISBN 978-4081068692
11. 無敵のライブ!ファイヤーガンズ!!編　2005年6月6日発売、ISBN 978-4081068777
12. 極悪画廊・影野!ボブじいさんの夢!!/学園祭の恐怖!禁断の夢殿学院!!編　2005年6月20日発売、ISBN 978-4081068845
13. 悪魔たちの宴!太郎のバトルゲーム!!編　2005年6月25日発売、ISBN 978-4081068913

集英社文庫（文庫版）
1. 2005年10月18日発売、ISBN 978-4086183970
2. 2005年10月18日発売、ISBN 978-4086183987
3. 2005年12月13日発売、ISBN 978-4086183994
4. 2005年12月13日発売、ISBN 978-4086184007
5. 2006年1月18日発売、ISBN 978-4086184014
6. 2006年1月18日発売、ISBN 978-4086184021
7. 2006年2月17日発売、ISBN 978-4086184038
8. 2006年2月17日発売、ISBN 978-4086184045
9. 2006年3月17日発売、ISBN 978-4086184052
10. 2006年3月17日発売、ISBN 978-4086184069
11. 2006年4月18日発売、ISBN 978-4086184076
12. 2006年4月18日発売、ISBN 978-4086184083
13. 2006年5月18日発売、ISBN 978-4086184090
14. 2006年5月18日発売、ISBN 978-4086184106
15. 2006年6月16日発売、ISBN 978-4086184113
16. 2006年6月16日発売、ISBN 978-4086184120
17. 2006年7月14日発売、ISBN 978-4086184137
18. 2006年7月14日発売、ISBN 978-4086184144
19. 2006年8月10日発売、ISBN 978-4086184151
20. 2006年8月10日発売、ISBN 978-4086184168

集英社ジャンプリミックス（廉価版その2）
1. アー・ユー・ゴナ・ゴー・マイ・ウェイ　2007年3月10日発売、ISBN 978-4081093649
2. アー・ユー・ゴナ・ビー・マイ・ガール　2007年3月24日発売、ISBN 978-4081093731
3. ナイス・ガイズ・フィニッシュ・ラスト　2007年4月7日発売、ISBN 978-4081093816
4. リヴィング・オン・ジ・エッジ　2007年4月21日発売、ISBN 978-4081093892
5. ヘイト・アンド・ウォー　2007年5月12日発売、ISBN 978-4081093984
6. ロックンロール・スター　2007年5月26日発売、ISBN 978-4081094073
7. ノッキン・オン・ヘヴンズ・ドア　2007年6月9日発売、ISBN 978-4081094134
8. ブリッツクリーグ・バップ　2007年7月14日発売、ISBN 978-4081094318
9. ノッケン・デッド、キッド　2007年7月28日発売、ISBN 978-4081094363
10. グッバイ・トゥ・ロマンス　2007年8月11日発売、ISBN 978-4081094448
11. ヴィクティム・オブ・チェンジズ　2007年8月31日発売、ISBN 978-4081094561
12. シャウト・イット・アウト・ラウド　2007年9月15日発売、ISBN 978-4081094653
13. デイドリーム・ビリーバー　2007年9月27日発売、ISBN 978-4081094738

## テレビアニメ
『HARELUYA II BØY』と題し、1997年4月8日から同年9月30日までテレビ東京で毎週火曜 1:15 - 1:45（月曜深夜）に放送。全25話。北陸放送（石川県、TBS系列）でも1997年7月26日から10月4日まで土曜 17:00 - 17:30（最終回は『オールスター感謝祭'97
秋』放送の関係で土曜 16:30 - 17:00）にて放送されていた。
映像ソフトはVHSが全6巻発売。その後は、ジャンプスーパーHEROESスペシャルコレクションDVD4に収録された1話以外は全話収録のDVD版・Blu-ray版はリリースされておらず、2020年2月より各配信プラットフォームにて初のデジタル映像配信が開始された。
原作に比べて暴力団、薬物などを題材にしたエピソードおよび過激な攻撃の描写が変更、緩和されている他、登場キャラクターも一部がアニメ版オリジナルキャラクターに変更されている。

### スタッフ
- 監督 - 江上潔
- シリーズ構成 - 今川泰宏
- キャラクターデザイン - 岸田隆宏
- 美術 - 松宮正純
- 色彩設計 - 服部真依
- 撮影監督 - 金子仁
- 編集 - 瀬山武司
- 録音演出 - 亀山俊樹
- 音楽 - 小林信吾
- プロデューサー - 大野実、浅利義美
- アニメーション制作 - トライアングルスタッフ
- 製作 - BØY製作委員会、読売広告社

### 主題歌

#### オープニングテーマ
「TIGHT-BREAK」（第1話 - 第25話）※（1997年〈平成9年〉4月7日 - 1997年〈平成9年〉9月29日）
作詞 - 柴田浩之、倉増敬 / 作曲 - 森川浩憲 / 編曲 - 矢吹俊郎 / 歌 - SPYKE

#### エンディングテーマ
「WORDS OF FREE」（第1話 - 第13話）※（1997年〈平成9年〉4月7日 - 1997年〈平成9年〉7月7日）
作詞 - 柴田浩之、倉増敬 / 作曲 - 柴田浩之 / 編曲 - 大平勉 / 歌 - SPYKE
「クロゼットフリーク」（第14話 - 第25話）※（1997年〈平成9年〉7月14日 - 1997年〈平成9年〉9月29日）
作詞 - 柴田浩之、倉増敬 / 作曲 - 森川浩憲 / 編曲 - 矢吹俊郎 / 歌 - SPYKE

### 各話リスト
| 話数 | サブタイトル  | 脚本         | 絵コンテ                | 演出           | 作画監督          | 放送日        | 収録VHS |
| ---- | ------------- | ------------ | ----------------------- | -------------- | ----------------- | ------------- | ------- |
| 1    | 岡本清志朗    | 今川泰宏     | 江上潔                  | 江上潔         | 高鉾誠            | 1997年 4月8日 | VOL.1   |
| 2    | 山奈みちる    | 今川泰宏     | うえだしげる            | うえだしげる   | 進藤満尾 星名靖男 | 4月15日       | VOL.1   |
| 3    | 一条誠        | 今川泰宏     | 鈴木利正                | 鈴木利正       | 村田雅彦          | 4月22日       | VOL.1   |
| 4    | ボブじいさん  | 今川泰宏     | 御厨恭輔                | 御厨恭輔       | 青木悠三          | 4月29日       | VOL.1   |
| 5    | 北原俊太朗    | 今川泰宏     | 則座誠                  | 則座誠         | 村田雅彦          | 5月6日        | VOL.2   |
| 6    | 揉山正象      | 今川泰宏     | 日色如夏                | 日色如夏       | 徳田夢之介        | 5月13日       | VOL.2   |
| 7    | 愛原めぐみ    | 佐藤和治     | えんどうてつや 加瀬充子 | うえだしげる   | 星名靖男          | 5月20日       | VOL.2   |
| 8    | 望月ゆか      | こぐれ今日子 | たかまつしんじ 江上潔   | 日色如夏       | 関口雅浩          | 5月27日       | VOL.2   |
| 9    | 本城勇一      | 今川泰宏     | 青木新一郎              | 青木新一郎     | 河村明夫          | 6月10日       | VOL.3   |
| 10   | 野原るい      | 今川泰宏     | 湊屋夢吉                | 則座誠         | 高鉾誠            | 6月17日       | VOL.3   |
| 11   | 叶さやか      | もとひら了   | 御厨恭輔 湊屋夢吉       | 御厨恭輔       | 関口雅浩          | 6月24日       | VOL.3   |
| 12   | レイラ        | 北嶋博明     | うえだしげる            | うえだしげる   | 星名靖男          | 7月1日        | VOL.3   |
| 13   | 神野みこ      | きだつよし   | 日色如夏                | 日色如夏       | 関口雅浩          | 7月8日        | VOL.4   |
| 14   | 揉山静花      | 今川泰宏     | 為家尽人                | 為家尽人       | 為家尽人          | 7月15日       | VOL.4   |
| 15   | 伊部麗子      | 佐藤和治     | いまざきいつき          | いまざきいつき | 伊魔崎斎          | 7月22日       | VOL.4   |
| 16   | 美津濃かや    | こぐれ今日子 | 湊屋夢吉                | 松浦錠平       | 関口雅浩          | 7月29日       | VOL.4   |
| 17   | 実相寺あきこ  | 北嶋博明     | 諸谷英重                | 福島宏之       | 星名靖男          | 8月5日        | VOL.5   |
| 18   | 丸鬼戸零二I   | 今川泰宏     | 佐藤浩史                | 御厨恭輔       | 寺沢伸介          | 8月12日       | VOL.5   |
| 19   | 丸鬼戸零二II  | 今川泰宏     | 青木雄三                | 青木雄三       | 関口雅浩          | 8月19日       | VOL.5   |
| 20   | 丸鬼戸零二III | 今川泰宏     | 都留稔幸                | 西山明樹彦     | 村田雅彦          | 8月26日       | VOL.5   |
| 21   | 渚乃なつみ    | きだつよし   | 福島宏之                | 福島宏之       | 関口雅浩          | 9月2日        | VOL.6   |
| 22   | 桃山太郎I     | もとひら了   | 日色如夏                | 日色如夏       | 為家尽人          | 9月9日        | VOL.6   |
| 23   | 桃山太郎II    | もとひら了   | 赤西柿太                | 石崎すすむ     | 星名靖男          | 9月16日       | VOL.6   |
| 24   | 桃山太郎III   | もとひら了   | 松浦錠平                | 松浦錠平       | 高鉾誠            | 9月23日       | VOL.6   |
| 25   | 日々野晴矢    | 佐藤和治     | 江上潔                  | 江上潔         | 関口雅浩          | 9月30日       | VOL.6   |

※1997年6月3日は放送休止。

### 関連商品
ビデオテープ
- VHS「HARELUYA II BOY」全6巻

サウンドトラックCD
- 「HARELUYA II BOY」HARELUYA ON THE FIRST（キングレコード、1997年7月24日発売、KICA-355）
- 「HARELUYA II BOY」HARELUYA ON THE SECOND（キングレコード、1997年9月26日発売、	KICA-368）